# DFL-슈퍼컵 2020
DFL-슈퍼컵 2020은 DFL-슈퍼컵의 11번째 대회로 2020년 9월 30일에 개최되었다. 보통 분데스리가 시즌 시작 직전인 7월말이나 8월에 열리지만 분데스리가 2019-20시즌 리그 일정이 코로나19 유행으로 도중에 중단되어 늦게 끝나면서 2020-21 시즌 시작이 9월로 미뤄졌고 슈퍼컵 일정 또한 미뤄졌다.
이번 대회는 2019-20 분데스리가와 DFB-포칼 우승 팀인 바이에른 뮌헨과 2019-20 분데스리가 준우승 팀인 보루시아 도르트문트가 경기를 가졌다.
경기는 바이에른 뮌헨이 홈팀 자격으로 뮌헨의 홈구장인 알리안츠 아레나에서 치러졌다. 기존의 대회까지는 DFB-포칼 우승 팀이나 분데스리가와 DFB-포칼을 동시에 우승해서 리그 더블을 기록했을 경우 분데스리가 준우승 팀에게 홈팀 자격을 부여했지만 이번 대회부터는 분데스리가 우승팀에게 홈팀 자격이 주어지는 것으로 변경되었다.
바이에른 뮌헨은 도르트문트에 3–2로 승리하며 8번째 슈퍼컵 타이틀을 획득했다. 이번 대회는 독일의 비비아나 슈타인하우스이 주심을 맡으며 대회 처음으로 여성 심판이 경기를 주관하게 되었다.

## 참가팀
아래의 참가경기는 1996년까지 개최되었던 DFB-슈퍼컵과 2010년부터 개최된 DFL-슈퍼컵을 포함하고 있다.
| 구단                | 자격                                          | 이전 참가 (굵은 글씨는 우승)                                                      |
| ------------------- | --------------------------------------------- | --------------------------------------------------------------------------------- |
| 바이에른 뮌헨       | 분데스리가 2019-20 우승 DFB-포칼 2019-20 우승 | 13 (1987, 1989, 1990, 1994, 2010, 2012, 2013, 2014, 2015, 2016, 2017, 2018, 2019) |
| 보루시아 도르트문트 | 분데스리가 2019-20 준우승                     | 10 (1989, 1995, 1996, 2011, 2012, 2013, 2014, 2016, 2017, 2019)                   |

## 대회 정보
바이에른 뮌헨은 독일 슈퍼컵 통산 7회 우승했으며 2012년 대회부터 9회 연속으로 출전중이다. 보루시아 도르트문트는 독일 슈퍼컵 통산 6회 우승했으며 직전 대회 우승팀이다. 이번 대회는 DFL-슈퍼컵에서 양팀의 6번째 맞대결로 양 팀이 각각 3번씩 승리하였다.
이번 대회는 알리안츠 아레나에서 2012년 이후로 2번째로 열리는 대회이며 뮌헨 올림픽 스타디움에서 열린 1994년 대회 이후로 뮌헨에서 3번째 열리는 대회이다.

## 경기 정보

### 상세 정보
| 바이에른 뮌헨                        | 3 – 2 | 보루시아 도르트문트       |
| ------------------------------------ | ----- | ------------------------- |
| - 톨리소 18′ - 뮐러 32′ - 키미히 82′ | 기록  | - 브란트 39′ - 홀란드 55′ |

| 뮌헨 | 도르트문트 |

|                                                                |    |                       |     |     |
|                                                                |    |                       |     |     |
| GK                                                             | 1  | 마누엘 노이어 (c)     |     |     |
| RB                                                             | 5  | 뱅자맹 파바르         |     | 76′ |
| CB                                                             | 4  | 니클라스 쥘레         |     |     |
| CB                                                             | 21 | 루카스 에르난데스     | 66′ |     |
| LB                                                             | 19 | 알폰소 데이비스       |     |     |
| CM                                                             | 6  | 조슈아 키미히         |     |     |
| CM                                                             | 8  | 하비 마르티네스       |     | 84′ |
| CM                                                             | 24 | 코랑탱 톨리소         |     |     |
| RW                                                             | 25 | 토마스 뮐러           |     |     |
| CF                                                             | 9  | 로베르트 레반도프스키 |     | 83′ |
| LW                                                             | 29 | 킹슬리 코망           |     | 54′ |
| 교체명단:                                                      |    |                       |     |     |
| GK                                                             | 35 | 알렉산더 뉘벨         |     |     |
| DF                                                             | 17 | 제롬 보아텡           |     |     |
| DF                                                             | 27 | 데이비드 알라바       |     |     |
| DF                                                             | 41 | 크리스 리차즈         |     | 76′ |
| MF                                                             | 7  | 세르주 냐브리         |     | 54′ |
| MF                                                             | 30 | 아드리안 파인         |     |     |
| MF                                                             | 40 | 말리크 틸먼           |     |     |
| MF                                                             | 42 | 자말 무시알라         |     | 84′ |
| FW                                                             | 14 | 조슈아 지르크제이     |     | 83′ |
| 감독:                                                          |    |                       |     |     |
| 한스디터 플리크 맨 오브 더 매치: 조슈아 키미히 (바이에른 뮌헨) |    |                       |     |     |

| GK            | 35 | 마르빈 히츠       |  |     |
| CB            | 23 | 엠레 찬           |  |     |
| CB            | 15 | 마츠 훔멜스       |  | 76′ |
| CB            | 16 | 마누엘 아칸지     |  |     |
| RM            | 24 | 토마 뫼니에       |  | 67′ |
| CM            | 6  | 토마스 딜레이니   |  |     |
| CM            | 8  | 마흐무드 다후드   |  |     |
| LM            | 30 | 펠릭스 파슬라크   |  |     |
| RW            | 11 | 마르코 로이스 (c) |  | 72′ |
| CF            | 9  | 엘링 홀란드       |  | 68′ |
| LW            | 19 | 율리안 브란트     |  | 76′ |
| 교체명단:     |    |                   |  |     |
| GK            | 40 | 스테판 드라차     |  |     |
| DF            | 13 | 하파엘 게헤이로   |  |     |
| DF            | 14 | 니코 슐츠         |  | 67′ |
| DF            | 26 | 우카시 피슈체크   |  | 76′ |
| MF            | 20 | 헤이니에르 제주스 |  | 68′ |
| MF            | 22 | 주드 벨링엄       |  | 76′ |
| MF            | 27 | 마리우스 볼프     |  |     |
| MF            | 28 | 악셀 위첼         |  |     |
| MF            | 32 | 조반니 레이나     |  | 72′ |
| 감독:         |    |                   |  |     |
| 뤼시앵 파브르 |    |                   |  |     |

| 부심: 마어셀 웅거 토마스 슈타인 대기심: 함 오스머스 비디오 판독심: 사샤 스테그먼 보조 비디오 판독심: 프레데릭 아스무트 | 경기 규칙 - 전•후반 90분동안 치러진다. - 무승부일 경우 승부차기를 통해 우승팀을 가린다. - 9명의 교체 선수를 등록할 수 있으며 최대 5명까지 교체할 수 있다. |

### 통계
| 항목        | 바이에른 뮌헨 | 도르트문트 |
| ----------- | ------------- | ---------- |
| 득점        | 3             | 2          |
| 슈팅        | 11            | 7          |
| 유효슈팅    | 7             | 4          |
| 볼 점유율   | 57%           | 43%        |
| 패스 횟수   | 629           | 473        |
| 패스 성공률 | 87%           | 77%        |
| 코너킥      | 5             | 5          |
| 파울        | 9             | 17         |
| 오프사이드  | 0             | 3          |
| 경고        | 1             | 0          |
| 퇴장        | 0             | 0          |

## 같이 보기
- 분데스리가 2019-20
- DFB-포칼